# Svansjömyran med Hamra nationalpark
Svansjömyran med Hamra nationalpark este o arie protejată (arie specială de conservare — SAC, sit de importanță comunitară — SCI, arie de protecție specială avifaunistică — SPA) din Suedia întinsă pe o suprafață de 178,6 ha, integral pe uscat.

## Localizare
Centrul sitului Svansjömyran med Hamra nationalpark este situat la coordonatele 61°45′55″N 14°45′24″E / 61.7654°N 14.7568°E.

## Înființare
Situl Svansjömyran med Hamra nationalpark a fost declarat sit de importanță comunitară în ianuarie 1998 pentru a proteja 9 specii de animale. Alte tipuri de protecție:
- arie de protecție specială avifaunistică (în ianuarie 2002)[2]
- arie specială de conservare (în martie 2011)[1][3][4]

## Biodiversitate
Situată în ecoregiunea boreală, aria protejată conține 5 habitate naturale: Turbării Aapa, Mlaștini turboase de tranziție și turbării mișcătoare, Cursuri de apă de la nivel de câmpie la nivel montan, cu vegetație Ranunculion fluitantis și Callitricho-Batrachion, Taiga vestică, Mlaștini împădurite.
La baza desemnării sitului se află mai multe specii protejate:
- păsări (8): cocoșul de mesteacăn (Bonasa bonasia), ciocănitoare neagră (Dryocopus martius), ciuvică (Glaucidium passerinum), cocor (Grus grus), ciocănitoare de munte (Picoides tridactylus), huhurezul mic (Strix uralensis), cocoșul de mesteacăn (Tetrao tetrix tetrix), fluierar de mlaștină (Tringa glareola)
- nevertebrate (1): Dytiscus latissimus